# Dörsbach
Der Dörsbach ist ein aus dem Taunus kommender, 32 Kilometer langer, südöstlicher und  linker Zufluss der Lahn, der im hessischen Rheingau-Taunus-Kreis und im rheinland-pfälzischen Rhein-Lahn-Kreis verläuft.

## Name
Der Bach wird 1397 als in der Durst erstmals schriftlich erwähnt. Der Name Dörsbach bedeutet so viel wie Durstbach (vgl. germ. þurstu- 'vertrocknet, dürr') und bezieht sich auf seine Wasserarmut im Ober- und Mittellauf, die dadurch bedingt ist, dass das Tal nicht sehr tief eingeschnitten ist und somit über ein nicht allzu großes Wassereinzugsgebiet verfügt.

## Geographie

### Verlauf
Der Dörsbach entspringt auf einer Höhe von ungefähr 472 m ü. NHN im westlichen Hintertaunus in der Gemarkung von Heidenrod-Mappershain am Herrenhaus Erlenhof.
Er fließt unter anderem durch die Unterzentren Heidenrod-Laufenselden und Katzenelnbogen. Sein Ober- und Mittellauf werden durch ein weites Muldental geprägt. Der Unterlauf dagegen ist ein enges Kerbtal mit starkem Gefälle zum Vorfluter hin und wird auch als Jammertal bezeichnet. 
Er mündet schließlich beim Kloster Arnstein in Obernhof auf einer Höhe von etwa 91 m ü. NHN von links in die Lahn.
Der etwa 32 km lange Lauf des Dörsbachs endet ungefähr 274 Höhenmeter unterhalb seiner Quelle, er hat somit ein mittleres Sohlgefälle von etwa 12 ‰.

### Zuflüsse
Liste der Zuflüsse von der Quelle zur Mündung. Auswahl.
- Hüttenbach, von links in Laufenselden
- Remmbach (?), von links in Laufenselden
- Wöllbach, von links in Laufenselden
- Eisighofener Graben, von rechts kurz nach Eisighofen, unter 0,4 km² und 0,7 km
- Ackerbach, von links in Dörsdorf, 5,9 km und 11,5 km²
- (Graben von der Willswiese), von rechts am unteren Ortsrand von Dörsdorf, über 0,4 km und 0,5 km²
- Teichgraben oder Hambach (?), von links vor dem Wohnplatz Taunussprudel von Berghausen, 1,4 km und 1,0 km²
- Sauerbrunnengraben, von rechts, 0,7 km und 0,9 km². Rechter Auenabzweig, der an Taunussprudel vorbeiführt
- (Bach aus dem Gründchen), von rechts gegenüber Itzhäusermühle, 0,7 km und 1,4 km²
- Neu-Itzhäuser Mühlgraben, von links am oberen Ortsrand von Katzenelnbogen, 0,5 km und über 0,2 km²
- Fischbach, von links in Katzenelnbogen, 4,1 km und 6,9 km²
- Jungfernbächelchen, von rechts in Katzenelnbogen, 1,9 km und 1,5 km²
- Sommerbach, von rechts in Klingelbach, 2,4 km und 3,2 km²
- Ebertshausener Graben, von rechts in Klingelbach, 1,1 km und 0,9 km²
- Klingelbacher Mühlgraben, von links, 0,5 km und unter 0,4 km². Auengraben
- Hahnbach, von rechts, 1,0 km und 0,9 km²
- (Mühlgraben der Lindenmühle), von rechts an der Lindenmühle von Ergeshausen, 0,3 km und unter 0,1 km². Geht linksseits vom mündungsnahen Hahnbach ab.
- (Graben zur Brückenmühle), von rechts gegenüber der Brückenmühle von Ergeshausen, 0,4 km und unter 0,2 km²
- (Ẃaldbach), von links gegenüber der Ergeshausener Kläranlage, über 0,2 km und 0,3 km²
- Bleidenbach, von links nach der Kesselmühle von Ergeshausen, 1,1 km und 1,1 km²
- (Graben am Hasenberg), von rechts nach der Dillenbergermühle von Herold, 0,7 km und 0,7 km²
- Kuckucksberggraben, von rechts, 0,5 km und 0,5 km²
- Ländertergraben, von rechts vor der Reifenmühle von Kördorf, 1,4 km und 0,7 km²
- Hilgertgraben, von rechts an der Neuwagenmühle von Kördorf, 1,2 km und 1,8 km²
- Salzergraben, von rechts kurz nach der Neuwagenmühle, 1,2 km und 0,8 km²
- Beilsteingraben, von rechts vor der Waldschmidtmühle von Lollschied, 1,0 km und 0,8 km²
- Mühlenbach, von links an der Waldschmidtmühle, 0,9 km und 0,9 km²
- Hasenbach, von links an der Tennermühle von Singhofen, 11,1 km und 29,2 km²
- Wasenbach (?), von links und gegenüber unterhalb der Mittelmühle von Attenhausen, 0,7 km und 0,3 km²
- Walzgraben (?), von rechts nach der Untermühle von Attenhausen, 0,6 km und unter 0,2 km²
- Kummernbach, von links nach der Neubäckersmühle von Singhofen, 1,8 km und 2,9 km²
- Bäckersmühlgraben, von links, 0,5 km und über 0,2 km²
- (Bach von der Einsiedelei), von links, 0,8 km und 0,5 km²
- Löcherbach, von rechts, 1,4 km und 2,0 km²
- (Graben in der Kammerlei), von links, 0,7 km und 0,4 km²
- Seelbach, von rechts, 3,7 km und 3,6 km²

## Mühlen
Die Wasserkraft des Dörsbaches wurde von 25 Mühlen genutzt. An den Zuflüssen gab es weitere Mühlen. Heute ist keine davon mehr in Betrieb.

## Wanderwege
Am Dörsbach verläuft einer der beliebtesten Wanderwege im Hintertaunus von Katzenelnbogen bis Obernhof, der Jammertalweg, sowie ein Abschnitt des Lahnhöhenwegs.

## Der Dörsbach in der Sage
Das Jammertal verdankt seinen Namen einer Sage: Ein Graf aus Katzenelnbogen schwängerte eine Müllerstochter am Dörsbach und verschwand. Die Müllerstochter weinte sich die Augen aus, wurde von ihren Eltern verstoßen, erlag dem Wahnsinn, tötete ihr Kind und starb.